# لوونووو
لوونووو (به بلغاری: Levunovo) یک منطقهٔ مسکونی در بلغارستان است که در ساندانسکی واقع شده‌است.